# Taegeuk
Taegeuk (tiếng Hàn: 태극; Hanja: 太極, phát âm tiếng Hàn Quốc: [tʰɛgɯk̚], Hán-Việt: Thái cực) đề cập đến vũ trụ nơi mà tất cả mọi thứ và giá trị của vạn vật bắt nguồn từ đó. Đây còn là biểu tượng nằm ở vị trí trung tâm của Quốc kỳ Đại Hàn Dân Quốc và có tên gọi gốc là Taegeukgi (Hangul: 태극기, "Thái cực Kì"). Taegeuk thường được kết hợp với Đạo giáo trong các giá trị triết học Triều Tiên cũng như Shaman giáo Hàn Quốc.

## Lịch sử

The Pal Gwae (Bát quái) từ Đạo giáo
(palgwae = "tám thái cực", ,)

Nguồn gốc của thiết kế thái cực ở bán đảo Triều Tiên được cho rằng có niên đại từ thế kỉ thứ 7, nhưng trong những cuộc khai quật gần đây cho thấy sự tồn tại của nó còn lâu hơn nữa. Một thanh kiếm quý giá với thiết kế này, nó niên đại từ thế kỉ thứ năm 5 và thứ 6 trong suốt thời kỳ Tân La. Trong khu tổ hợp Gameunsa, một ngôi chùa được xây dựng vào năm 628 triều đại vua Chân Bình Vương của Tân La, một tảng đá, có lẽ là nền tảng của ngôi chùa, được khắc thái cực. Dấu vết thái cực còn được tìm thấy trong các di tích của các nền văn hóa cổ đại Triều Tiên ở lăng mộ Cao Câu Ly và trong tàn tích Tân La.
Vào năm 2008, một tạo tác 1400 năm tuổi với hình thái cực được tìm thấy ở lăng mộ của Bách Tế tại Naju, Jeolla Nam, nó được xem là thái cực lâu nhất được tìm thấy ở Triều Tiên
Thái cực được sử dụng trong phần lớn các văn bản lịch sử và cũng trong các tôn giáo bản địa ở Triều Tiên. Ở Cao Ly và Nhà Triều Tiên, thiết kế này sau đó được sử dụng để đại diện cho đạo Lão ở Triều Tiên và nhanh chóng hy vọng cho sự hòa hợp của âm dương Các hình bán nguyệt màu xanh và đỏ đã từng xuất hiện trong thời cổ đại.

## Cờ Hàn Quốc
Biểu tượng thái cực xuất hiện rõ nhất trên quốc kỳ Đại Hàn Dân Quốc, được gọi là taegeukgi (cùng với bốn trong tám bát quái được sử dụng trong bói toán). Nó thường được sử dụng như một biểu tượng yêu nước, với màu đỏ, xanh dương và đen. “Càn” bát quái (☰) đại diện cho bầu trời, mùa xuân, đông, và công bằng. “Khôn” bát quái (☷) biểu tượng cho trời đất, hè, tây, và sức sống, “khảm” bát quái (☵) đại diện cho mặt trăng, mùa đông, hướng bắc, và sự khôn ngoan, và “ly” bát quái (☲) đại diện cho mặt trời, mùa thu, hướng nam, và hiện thực. Bốn bát quái được di chuyển theo một chu kỳ vô hạn từ “càn” đến “ly” đến “khôn” đến “khảm” và quay trở lại “càn” trong việc theo đuổi sự hoàn hảo. Nền màu trắng biểu tượng cho sự đồng nhất, tính toàn vẹn và hòa bình tự nhiên của người dân Hàn Quốc. Theo truyền thống, người Hàn Quốc thường mặc đồ trắng.

## Hình ảnh

Quốc kỳ Đại Hàn Dân Quốc với thái cực màu xanh và đỏ nằm ở trung tâm.
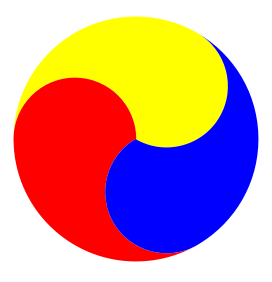
Thái cực 3 màu
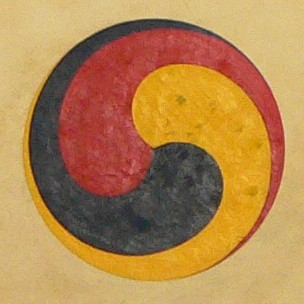
Thái cực 3 màu
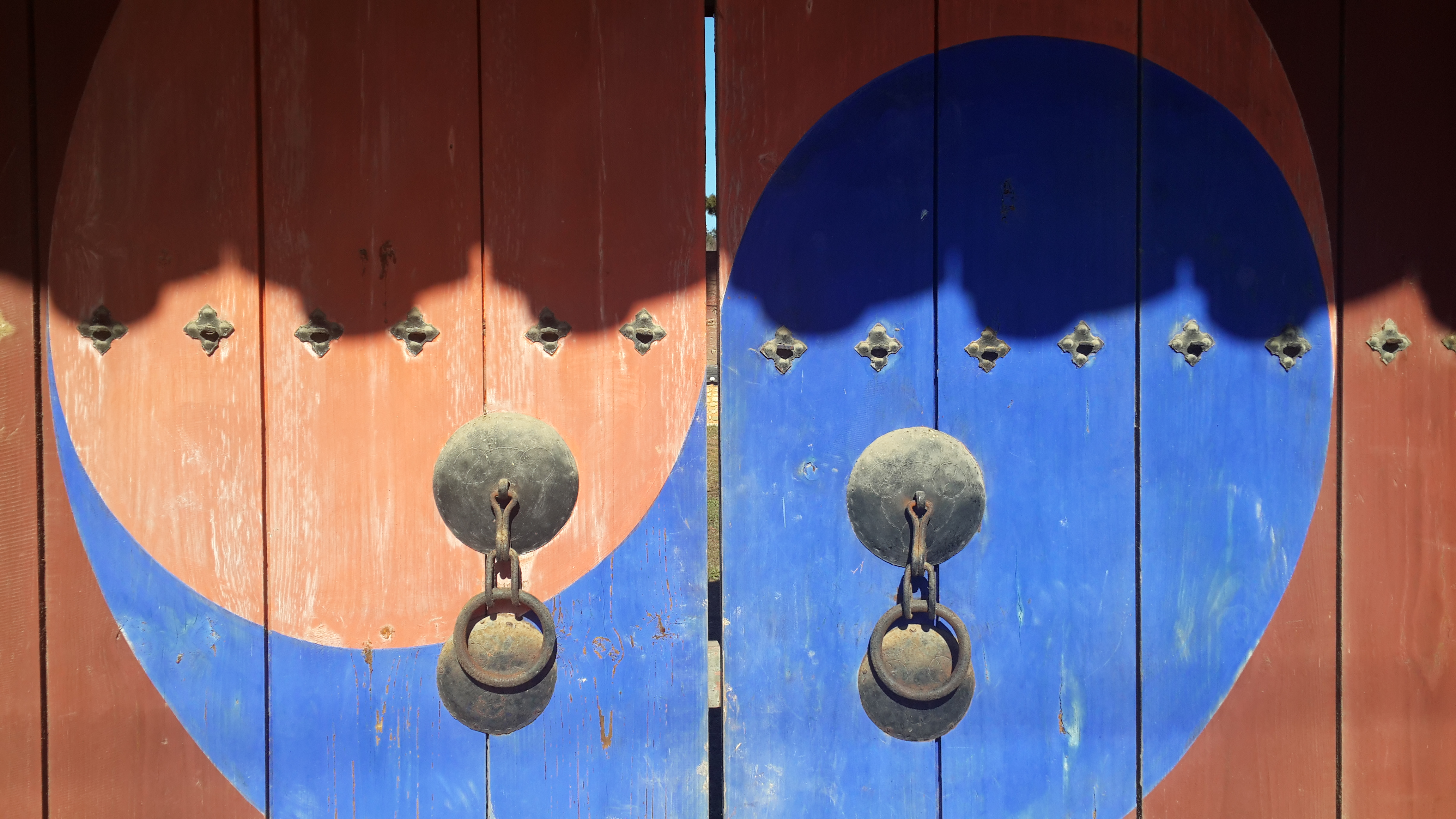
Họa tiết thái cực tại Naju Hyanggyo trong triều đại Nhà Triều Tiên.
Thái cực 3 màu vây quanh của pal gwae.
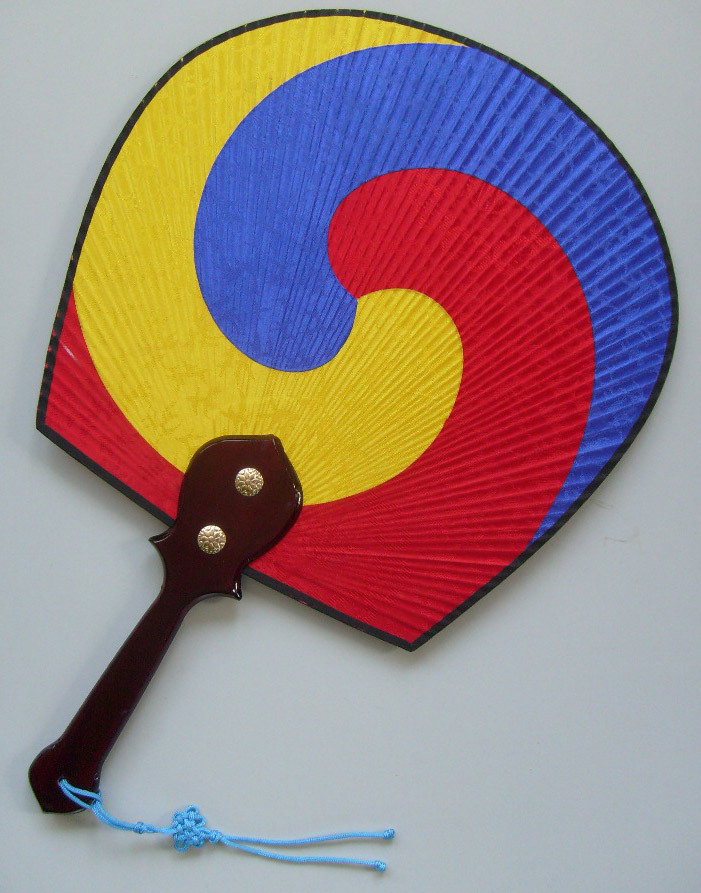
Quạt cầm tay với thiết kế tam cực 3 màu
Cờ của Jeju với biểu tượng tương tự

## Liên kết
- (tiếng Hàn) Taegeuk tại Naver